# Physalis orizabae
Physalis orizabae är en potatisväxtart som beskrevs av Michel Félix Dunal. Physalis orizabae ingår i släktet lyktörter, och familjen potatisväxter. Inga underarter finns listade i Catalogue of Life.